# Janiralata solasteri
Janiralata solasteri är en kräftdjursart som först beskrevs av Hatch 1947.  Janiralata solasteri ingår i släktet Janiralata och familjen Janiridae. Inga underarter finns listade i Catalogue of Life.